# Wolfram Schütte
Wolfram Schütte (* 16. September 1939 in Frankfurt am Main) ist ein deutscher Journalist, Autor, Literatur- und Filmkritiker sowie Herausgeber von Filmliteratur.

## Leben
Nach seinem Abitur an der Helmholtzschule studierte Schütte in Frankfurt am Main Germanistik, Philosophie und Soziologie. Von 1967 bis 1999 war er Redakteur im Feuilleton der Frankfurter Rundschau und deren Haupt-Filmkritiker. Er war zusammen mit Peter W. Jansen Herausgeber der Reihe Film im Hanser Verlag, von der zwischen 1974 und 1992 insgesamt 45 Bände erschienen. Dort und in anderen Publikationen veröffentlichte Schütte, neben seiner kontinuierlichen Rezensionsarbeit in der Frankfurter Rundschau zu Film und Literatur des 20. Jahrhunderts, seine weithin beachteten Artikel und Essays zur Filmgeschichte und zum zeitgenössischen Film. Im TITEL-Kulturmagazin erschienen regelmäßig Kolumnen von ihm; seit Mitte 2012 sind seine journalistischen Arbeiten im CULTurMAG zu lesen. Auf literarischem Gebiet publizierte er über Schriftsteller wie Heinrich Mann, Jean Paul oder Martin Walser. Außerdem beschäftigt er sich besonders mit Arno Schmidt; so nahm er bereits im Mai 1970 auf Einladung von Jörg Drews am ersten Treffen von Schmidt-Lesern in Bargfeld teil, aus dem später der Bargfelder Bote hervorging, für den auch Schütte schrieb.
1994 war Schütte Mitglied der internationalen Jury der Berlinale. Im Jahr 2019 gehörte er zu den Begründern der Initiative hr2-Wort, mit der gegen die für 2020 geplante Umwandlung von „hr2-kultur“ von einem Kultur- in ein Musikprogramm protestiert wurde.

## Auszeichnungen
- 1995: Goetheplakette der Stadt Frankfurt am Main
- 2013: Johann-Heinrich-Merck-Preis für literarische Kritik und Essay der Deutschen Akademie für Sprache und Dichtung[7]
- 2013: Reinhold Schünzel-Preis